# Tatsuhiko Itō
Tatsuhiko Itō (japanisch 伊藤 達彦 Itō Tatsuhiko; * 23. März 1998 in Hamamatsu) ist ein japanischer Langstreckenläufer.

## Werdegang
Itō besuchte eine Oberschule in seiner Geburtsstadt Hamamatsu und begann danach ab 2016 an der Tokyo International University zu studieren. Er erbrachte zunächst im nationalen Vergleich unauffällige Leistungen, so erzielte er 2015 in seinem letzten Oberschuljahr über 5000 Meter eine Bestzeit von 14:33,10 min und bewältigte die 10.000 Meter als Student im Jahr darauf in 29:39,83 min. 2017 belegte er bei den japanischen Universitätsmeisterschaften im Halbmarathonlauf mit 1:04:13 h Rang 45, außerdem verbesserte er sich im 10.000-Meter-Lauf auf 28:46,74 min. Anders als im Vorjahr qualifizierte er sich mit seiner Universität für den prestigeträchtigen Hakone Ekiden Anfang 2018, bei dem er die fünfzehnte Einzelzeit auf der zweiten Etappe lief und mit seiner Universität im Gesamtklassement auf Rang 17 landete. Nach Platz 11 bei den nationalen Halbmarathon-Universitätsmeisterschaften im März mit 1:04:09 h steigerte er in der zweiten Jahreshälfte 2018 seine Bestzeit über diese Distanz auf 1:03:30 h und über 10.000 Meter auf 28:28,62 min. Beim Hakone Ekiden verbesserte er sich erneut auf derselben Etappe eingesetzt als Elfter gegenüber seiner Vorjahreszeit um 1:40 min, seine Universität belegte diesmal Rang 15.
Im März 2019 machte Itō mit dem dritten Platz bei den Halbmarathon-Universitätsmeisterschaften in 1:01:52 h national auf sich aufmerksam. Er wurde daraufhin für die Mitte des Jahres ausgetragene Universiade in Neapel nominiert, bei der er über dieselbe Distanz hinter seinen Landsmännern Akira Aizawa und Taisei Nakamura erneut Dritter wurde und zusammen mit Aizawa und Nakamura in der Teamwertung Gold gewann. Nach einer knappen Verbesserung seiner 10.000-Meter-Bestzeit im November auf 28:26,50 min kam er zu Beginn des neuen Jahres mit seiner Universität diesmal auf Platz 5, wozu er selbst als Etappenzweiter hinter dem Streckenrekord laufenden Aizawa beitrug. Erneut auf der 23,1 km langen zweiten Etappe eingesetzt benötigte er 1:06:18 h, womit er fast vier Minuten schneller als bei seinem ersten Auftritt 2018 war.
Nach dem Universitätsabschluss schloss er sich 2020 dem Firmenteam des Automobilkonzerns Honda an. Im Dezember wurde bei den japanischen Meisterschaften über 10.000 Meter in 27:25,73 min Zweiter, damit war er wie der siegreiche Akira Aizawa schneller als der alte Nationalrekordhalter Kōta Murayama (27:29,69 min, 2015) und unterbot auch die Olympianorm von 27:28,00 min. Bei den Olympischen Spielen in Tokio lief er dann nach 29:01,31 min auf Rang 22 ein. Auch bei den Weltmeisterschaften 2022 in Eugene gelangte er mit 28:57,85 min auf den 22. Platz.

## Persönliche Bestzeiten
- 5000 Meter: 13:33,97 min, 18. Juli 2020 in Chitose
- 10.000 Meter: 27:25,73 min, 4. Dezember 2020 in Osaka
- Halbmarathon: 1:01:52 h, 10. März 2019 in Tachikawa